# Газбенд Кіммел
Газбенд Едвард Кіммел (англ. Husband Edward Kimmel) (26 лютого 1882, Гендерсон, Кентуккі  — 14 травня 1968, Ґротон, Коннектикут) — американський адмірал, під час нападу японської авіації на Перл-Гарбор — головнокомандувач Тихоокеанським флотом США. Після нападу на Перл-Гарбор знятий з поста та понижений у званні. Пішов у відставку на початку 1942 року у званні контр-адмірала.

## Життєпис
Газбенд Кіммел народився 26 лютого 1882 року в Гендерсон, штат Кентуккі у родині Маріуса Маннінґа (англ. Manning Marius) і Сіббі Ламберт-Кімелев (англ. Sibbie (Lambert) Kimmel). Його батько, випускник академії Вест-Пойнт під час Громадянської війни служив у армії конфедератів, потім працював цивільним інженером та підприємцем.
Кіммел в 1899 році вступив до Центральний університет Кентуккі, а 1900 року отримав призначення у Військово-Морської академії США в Аннаполісі, штат Меріленд. Закінчивши академію у 1904 році, він служив на флоті, потім навчався в артилерійській ад'юнктурі у Військово-морському коледжі. У 1906 році йому було присвоєно звання енсайна.
Газбенд Кіммел одружився з Дороті Кінкейд (1890—1975), сестрою адмірала Томаса К. Кінкейд, з якою мав двох синів, Меннінґа і Томаса.

## Початок служби
У 1906—1916 роках Кіммел служив на декількох посадах, де завоював репутацію експерта в області артилерії і артилерійської справи. Після навчання артилерійській справі в Бюро артилерії у Вашингтоні він служив на лінкорах «Джорджія», «Вісконсін» і «Луїзіана», двічі був помічником директора по артилерійським стрільб при міністерстві ВМФ, командиром артилерії на броненосних крейсерів «Каліфорнія» і командиром артилерії Тихоокеанського флоту. Він брав участь також в інтервенції у Веракрусі (Мексика) в 1914 році і в 1915 році короткий час служив помічником міністра ВМФ Франкліна Рузвельта.
Після вступу США у Першу світову війну в 1917 році, Кіммел відбув до Великої Британії як консультант з нової техніки артилерійського наведення, а потім став начальником артилерії в штабі ескадри американських лінкорів, приписаного до Гранд-Фліту. У 1939 році став командиром крейсера «Battle Force».
Після війни Кіммел послідовно обіймав високі посади і у 1937 році дослужився до контр-адмірала, був відзначений за професіоналізм та енергійність. Служив на Військово-морській артилерійській фабриці у Вашингтоні, командував ескадрою есмінців, був слухачем Військово-морського коледжу, офіцером зв'язку між Міністерством ВМФ і Державним департаментом, директором пересування кораблів в офісі Начальника морських операцій, командиром лінкора «Нью-Йорк», начальником штабу командування лінійних сил флоту, начальником бюджетного управління ВМФ.

## Друга світова війна

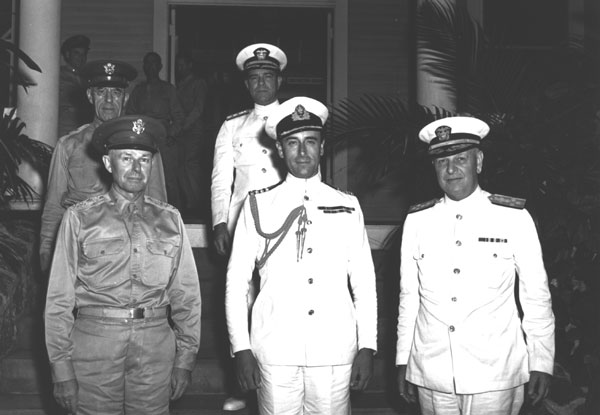
Луїс Маунтбеттен, Волтер Шорт, Газбенд Кіммел (праворуч) на Гаваях, 1941 рік

З 1939 по 1941 рік Кіммел командував дивізіоном крейсерів, а потім крейсерами лінійних сил Тихоокеанського флоту США. Проявивши себе на останній посаді як видатний командир, Кіммел рішенням міністра ВМФ Френка Кнокса, після того, як адмірал Джеймс О. Річардсон буз знятий з посади, в лютому 1941 року, Кіммел прийняв на себе командування з тимчасовим звання адмірала, отримаши тимчасове звання адмірала зайняв пост командувача Тихоокеанським флотом та командувача флотом США. Протягом наступних кількох місяців Кіммел провів інтенсивну підготовку Тихоокеанського флоту, що базувався у Перл-Гарборі, до можливої війни з Японією, а також підготував плани наступальних операцій на Маршаллових островах в перші дні війни.

### Перл-Гарбор
7 грудня 1941 року японські палубні літаки, заставши зненацька американський флот у бухті Перл-Гарбор, вивели з ладу всі лінкори Тихоокеанського флоту. Незважаючи на важкий удар, Кіммел планував використовувати в бойових операціях три авіаносця, які вціліли під час атаки, оскільки знаходилися за межами бази.
Однак перш, ніж Кіммел встиг зробити які-небудь дії, 17 грудня він був знятий з посади командувача Тихоокеанським флотом. На початку 1942 року спеціальна комісія з розслідування подій в Перл-Гарборі, очолювана членів Верховного суду США Оуеном Робертсом (англ. Owen J. Roberts), Комісія Робертса звинуватила командувачів Перл-Гарбора адмірала Газбенда Кіммела і генерала Волтера Шорта у невиконанні своїх обов'язків. Рішення комісії змусило Кіммела подати у відставку 1 березня 1942 в званні контр-адмірала.
Обурені адмірал Газбенд Кіммел та генерал Волтер Шорт вимагали засідання трибуналу, щоб виправдатися. Він був санкціонований Конгресом лише у 1944 році. В ході цих слухань, а також внутрішніх армійських і флотських розслідуванях з'ясувалося, що провину за несподіваний напад слід покласти на Маршалла та інших вашингтонських керівників. Адмірал Кіммел був реабілітований, а генерал Шорт отримав догану. Подібно до майбутньої комісії Воррена, комісія Робертса керувалася презумпцією невинуватості і вибірково вибирала свідчення, щоб пристосувати їх під це упередження.
Однак начальник військово-морських операцій адмірал Ернест Кінг (англ. Ernest J. King) вніс корективи в вердикт і постановив, що Кіммел допустив помилки і не зумів організувати ефективного повітряного патрулювання на північ і північний захід від Перл-Гарбора, звідки було скоєно напад, а також не виявив достатньої проникливості, необхідної для цього поста. У своє виправдання Кіммел і його прихильники заявили, що йому не були надані дані розвідки, а також достатньої кількості розвідувальних літаків, і що Кіммел був зроблений козлом відпущення за помилки, вчиненими вищим командуванням.
Деякі прихильники Кіммела припустили навіть, що президент Франклін Рузвельт знав про майбутню японську атаку, проте приховав від Кіммелла розвідувальну інформацію, щоб змусити японців завдати першими удару і налаштувати громадську думки на користь війни з Японією. Проте дослідники дійшли висновку, що, якби кодовані повідомлення були своєчасно отримані адміралом Кіммелем на Гаваях, вони, можливо, попередили б про вірогідну дату і навіть точну годину нападу.
Критики Кіммела стверджували, що він мав достатню інформацію, щоб розуміти, що американо-японські відносини на початку грудня 1941 перебували на межі розриву, однак не вжив необхідних пересторог. Як і влада у Вашингтоні, Кіммел був попереджений, що війна неминуча, але вважав, що вона вибухне на Далекому Сході, і що напад на Перл-Гарбор можливий, але малоймовірний. Замість того, щоб зосередити свої зусилля на запобіганні раптового нападу, Кіммел приділяв увагу діям флоту в ситуації, коли війна вже почалася. Таким чином, Кіммел повинен був нести значну частку відповідальності за те, що сталося.
Після відставки Кіммел до 1947 року працював у технічній консультативній фірмі у Нью-Йорку.
Кіммел помер у Ґротон, штат Коннектикут, 14 травня 1968 року.